# De Vlaschaard (boek uit 1907)
De Vlaschaard is een roman uit 1907 van de Vlaamse schrijver Stijn Streuvels (1871-1969).
De Vlaschaard behandelt het generatieconflict tussen boer Vermeulen en zijn zoon Louis. Andere belangrijke personages zijn de boerin Barbele en de melkmeid Schellebelle.

## Adapties
- De roman werd een eerste keer verfilmd in 1942-1943 als Wenn die Sonne wieder scheint.
- In 1983 werd de roman opnieuw verfilmd als De Vlaschaard.
- De roman werd in 2007 honderd jaar oud en in dat jaar uitgebreid in de belangstelling gebracht door het project De Vlaschaard van de Erfgoedcel Kortrijk. Men liet het licht vooral schijnen op de verfilming van het boek onder het nazibewind: Wenn die Sonne wieder scheint.